# MBDA ALARM
El misil ALARM (acrónimo inglés de Air Launched Anti Radiation Missile) es un misil antirradar británico proyectado para destruir radares enemigos, con la intención de suprimir la defensa aérea enemiga, en una misión denominada SEAD (acrónimo de Suppression of Enemy Air Defense). Es ligeramente mayor al misil británico aire-aire Skyflash y similar al misil estadounidense AGM-88 HARM, aunque con un tamaño y peso más reducidos. Su apariencia es similar a la de Skyflash aunque con mayor fuselaje, pero aletas y cola mucho menores ya que debido a su naturaleza antiradar no se requieren de maniobras bruscas.
Es de los denominados misiles de «dispara y olvida», ya que se programa antes de ser disparado, una vez hecho, no puede ser controlado, sino que se le puede cambiar el objetivo o bien ser autodestruido. 
Una vez lanzado, el misil alcanza los 13.000 metros de altitud, detiene el motor y despliega un paracaídas con el que se deja caer hasta que el radar enemigo se activa. En ese momento el ALARM activa su motor secundario y ataca al objetivo. 
Pesa aproximadamente 268 kg, tiene una envergadura de 0,73 m y 0,23 m de diámetro. Es capaz de alcanzar una velocidad de 2455 km/h y de alcanzar una distancia de 93 km. Pueden portarlo diferentes aviones:

## historia

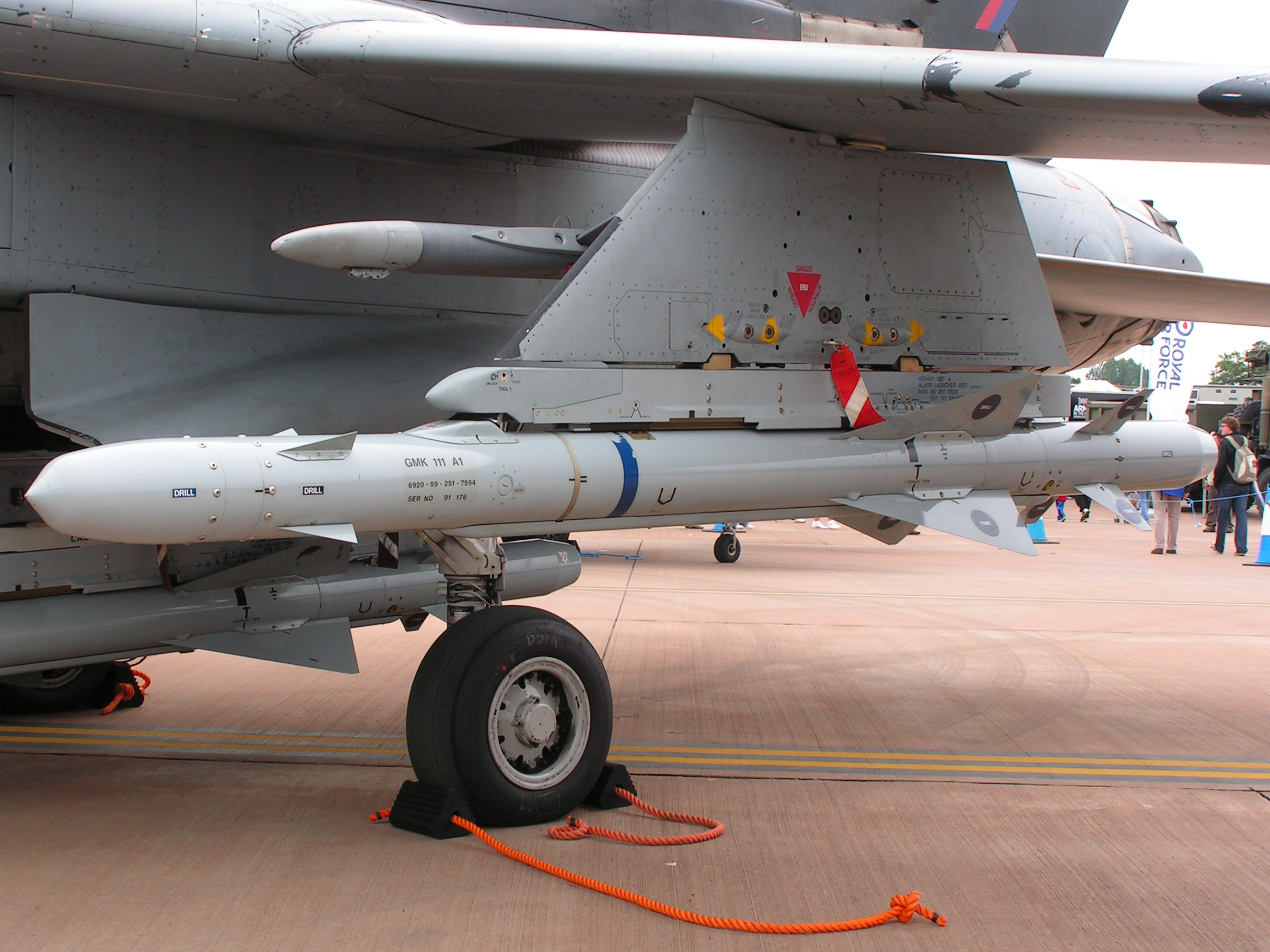
Misil ALARM portado por un Panavia Tornado de la RAF.

El Ministerio de Defensa recibió ofertas para un nuevo misil antirradiación a fines de 1982; British Aerospace Dynamics ofreció ALARM mientras que Texas Instruments se asoció con Lucas Aerospace ofreció su misil HARM. El Secretario de Defensa Michael Heseltine anunció la selección del ALARM el 29 de julio de 1983. El pedido inicial fue de 750 misiles para la RAF. El proceso de selección fue controvertido; La batalla entre los contratistas fue amarga, el Ministerio de Defensa favoreció a ALARM para retener las capacidades industriales del Reino Unido, mientras que el Tesoro favoreció el HARM más barato y probado.
A principios de 1986, BAe reconoció que Royal Ordnance estaba teniendo dificultades para entregar el motor del misil, llamado Nuthatch, y comenzó a considerar alternativas. La solución de Royal Ordnance a la característica requerida de quemado-holgazán-quemado del motor fue compleja. En julio de 1987, BAe, para entonces propietario de Royal Ordnance, reemplazó el motor Nuthatch por un motor de menor riesgo diseñado por Bayern-Chemie. El contrato de GB £ 200 millones de BAe para el misil se renegoció con el precio aumentado a GB £ 400 millones y la entrega se retrasó de 1988 a 1990. El buscador de radar fue realizado por Marconi Defence and Space Systems (GEC) en Stanmore.
El misil ALARM fue retirado oficialmente por el Reino Unido a finales de 2013, pero los saudíes continuaron usándolo.
- Eurofighter Typhoon
- Panavia Tornado
- Sea Harrier
- SEPECAT Jaguar

## Características
ALARM es un sistema de disparar y olvidar, con una capacidad adicional de merodeador. En modo merodeador, ALARMA, cuando se lance, ascenderá a una altitud de 13 km. Si el radar objetivo se apaga, el misil desplegará un paracaídas y descenderá lentamente hasta que se encienda el radar. El misil disparará un motor secundario para atacar al objetivo.

## historia operacional

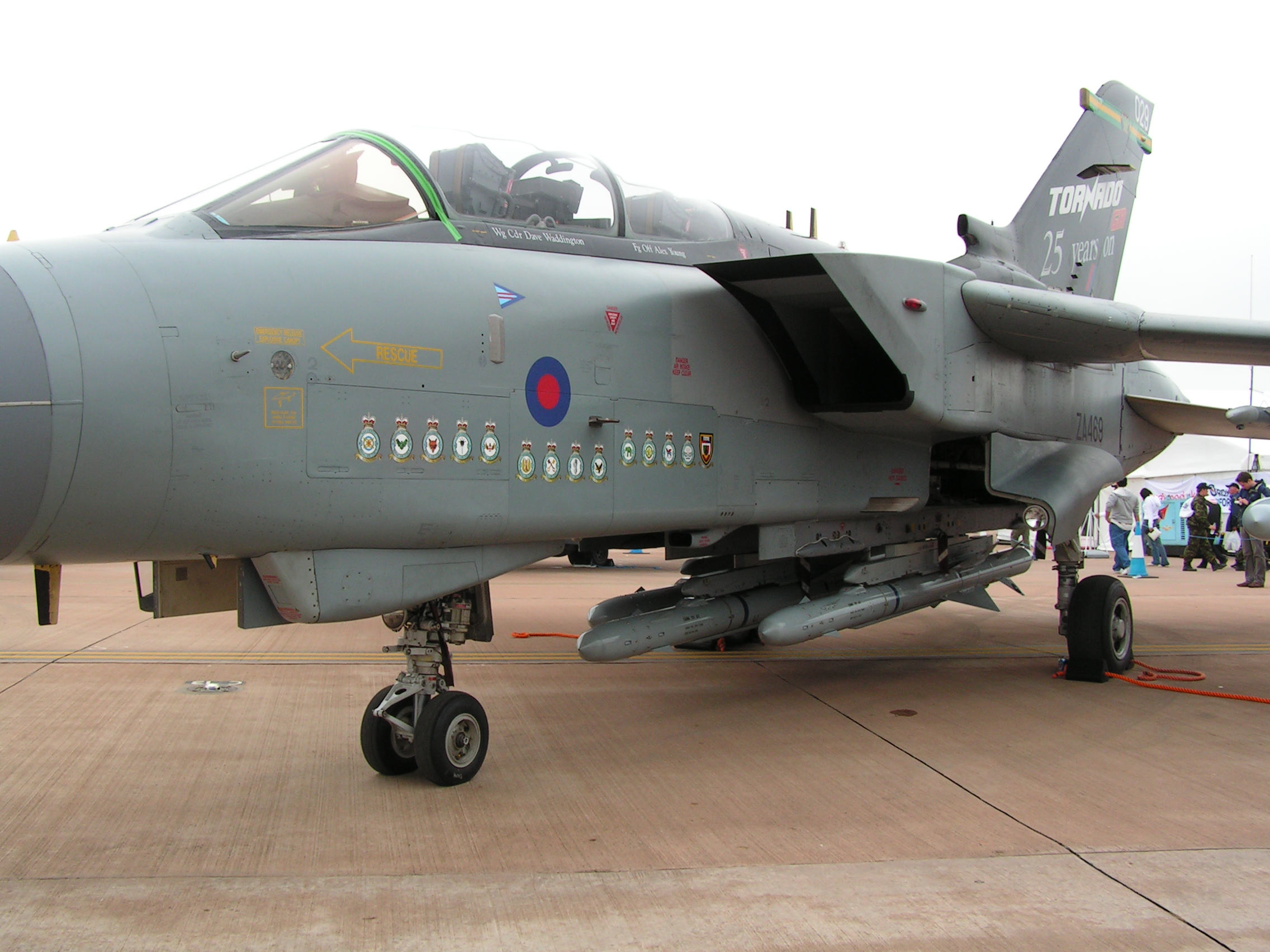
Panavia Tornado de la RAF portando misiles ALARM.

Ha sido empleado en los siguientes conflictos:
- Guerra del golfo en 1991. Se emplearon 121 misiles.
- Guerra de Kosovo.
- Invasión de Irak en 2003.
- Intervención militar en Libia de 2011
- Intervención Saudi en Yemen

## Usuarios

### Actuales
Arabia Saudita: Real Fuerza Aérea Saudí

### Antiguos
Reino Unido: Royal Air Force